# 千畳閣
千畳閣（せんじょうかく）は、広島県廿日市市の厳島（宮島）にある神社建築であり、厳島神社末社豊国神社（「とよくにじんじゃ」または「ほうこくじんじゃ」と読む。）本殿の通称である。畳857枚分の広さがあることから「千畳閣」と呼ばれるようになった。

## 概要
豊臣秀吉が、千部経を読誦するために天正15年（1587年）に発願し、安国寺恵瓊に命じ建立した本瓦葺き入母屋造りの大経堂。秀吉没後は，天井の板張りや建造物の外構など完成を見ないまま現在に至る。なお、豊国神社の社号は秀吉が死後に神として崇められるようになった神号（しんごう）である「豊国大明神」（ほうこくだいみょうじん）に因んでいる。1872年（明治5年）に秀吉霊神を祀り豊国神社と改称した。1918年（大正7年）に宝山神社の祭神加藤清正霊神を合祀する。千畳閣横の五重塔は、神仏分離令後、塔内の仏像は大願寺に遷され、厳島神社末社豊国神社の付属建造物、厳島神社五重塔として厳島神社管理となっている。
1996年（平成8年）12月に世界文化遺産「厳島神社」の構成資産として、厳島神社末社豊国神社、厳島神社五重塔が登録されている。

### 御利益
前述のとおり、豊国神社の祭神は、農民から天下人にまでのし上がった豊臣秀吉である。そのため「出世のご利益」があるとされる。
秀吉は織田家随一の「人たらし」とも云われた武将で、信長から中国地方の計略を一任されていた。この時、中国地方のほとんどを「調略」で傘下に収めており、兵力を損ねることなく、降伏させる形で手中に収めている。
以上のことから、「仕事の人間関係の向上」・「単に人間関係の向上」や、そこから派生する「幸運招来」「良縁招来のご利益」があるとされる。

### しゃもじ
千畳閣の見どころの一つが、殿舎の中にいくつか祀られている”特大しゃもじ”である。
宮島は古来、”木製しゃもじ”の日本一の産地である。宮島の”しゃもじ”は、かつて島内に居処した誓真（せいしん）という僧侶が広めた産業だが、後に厳島神社へ参拝する人々によって”しゃもじ”が日本中に広まり、いつしか「”しゃもじ”でご飯をすくい取るが、→、勝利をすくい取る」とされるようになった。巨大な”しゃもじ”は、戦勝祈願で奉納されたものである。

## 由緒
天正15年（1587年）、豊臣秀吉が戦歿将兵の慰霊のために大経堂として建立した。秀吉の死により工事が途中で中止され、板壁も天井の板もない未完成の状態のままとなっている。明治初年の神仏分離により、行基作と伝えられる本尊の釈迦如来坐像、阿難尊者像、迦葉尊者像は大願寺に遷され、厳島神社の末社として豊臣秀吉霊神を祀る神社となった。大正7年（1918年）に宝山神社の祭神の加藤清正霊神を合祀した。

## 祭神
- 豊臣秀吉霊神：神仏分離令後、明治5年に祀られる。
- 加藤清正公霊神：大正７年に合祀する。

## 社殿
- 本殿- もとは大経堂（仏堂）で、神仏分離令以降に、堂内の仏像を大願寺に遷し、豊臣秀吉を祀り厳島神社末社豊国神社本殿となった。豊臣秀吉が天正15年（1587年）に戦没者の供養のために発願した建物であり、秀吉が毛利輝元に命じて建立させ、実際の建築の指図は安国寺恵瓊によって行われた。鬼瓦には天正17年（1589年）の銘を有するものがあり、この頃までには建物の形ができていたと思われるが、その頃、秀吉が朝鮮への出兵を決意したことにより建築工事は中断し、細部の造作は未完成のまま今日に至っている。入母屋造、本瓦葺。柱間は桁行13間（背面は15間）、梁間8間、実長は桁行39.5メートル、梁間21.1メートルの規模を有し、外周には軒の出を支えるため軒支柱をめぐらせている。この建物は規模の大きさから「千畳敷」と通称され畳857枚分に相当する広さがあるが、床は畳敷ではなく板張である。内部は2間ごとに独立柱が立ち、中央奥に須弥壇を設ける。国の重要文化財に指定されている。
- 五重塔 -  応永14年（1407年）の建立。露盤下品軒覆[注 1]の鉄板鋳銘から戦国時代の天文2年（1533年）に改修された事が分かる[4]。檜皮葺。日本の他の仏塔と同様、建築様式は和様を基調とするが、四隅の軒の強い反り、柱の粽（ちまき）、尾垂木の先端を三角形状に削る点など、細部に禅宗様の要素がみられる。高さは27.6m。内部は完全な禅宗様で、一般の見学はできないが、内陣天井に龍、外陣天井には葡萄唐草、来迎壁の表には蓮池、裏には白衣観音像などが極彩色で描かれている[5]。塔内にあった仏像は、明治元年の神仏分離令により、大願寺に遷されている。国の重要文化財に指定されている。

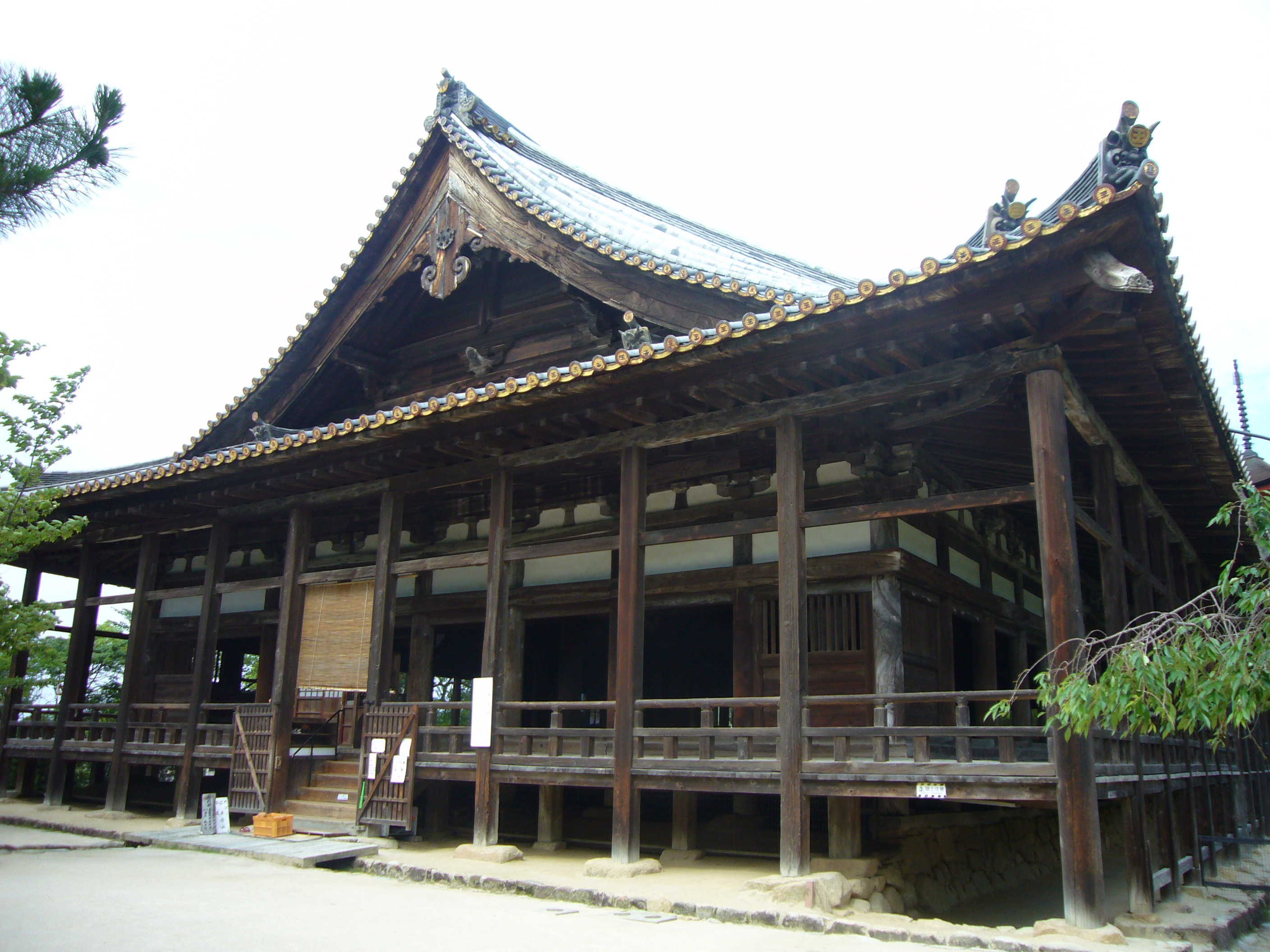
千畳閣（豊国神社本殿）
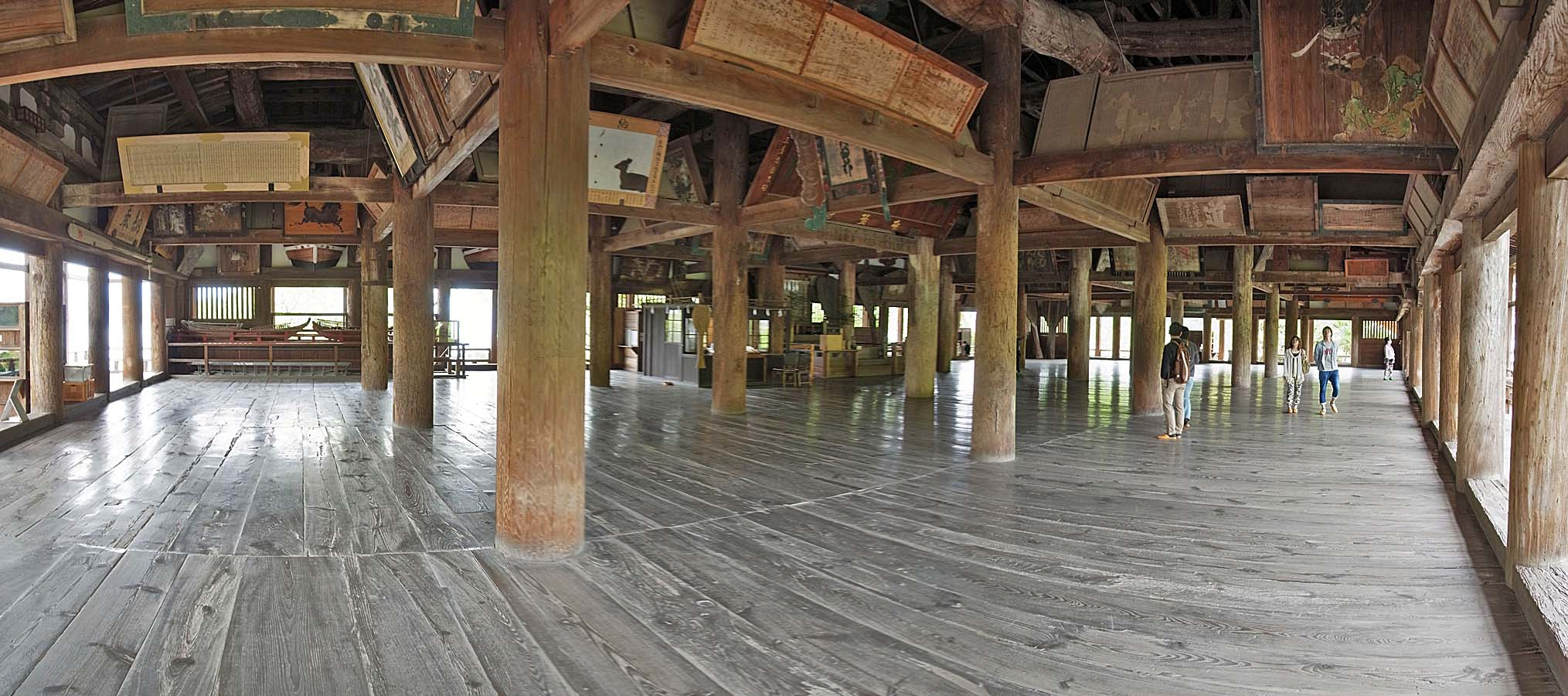
千畳閣（豊国神社本殿）内部
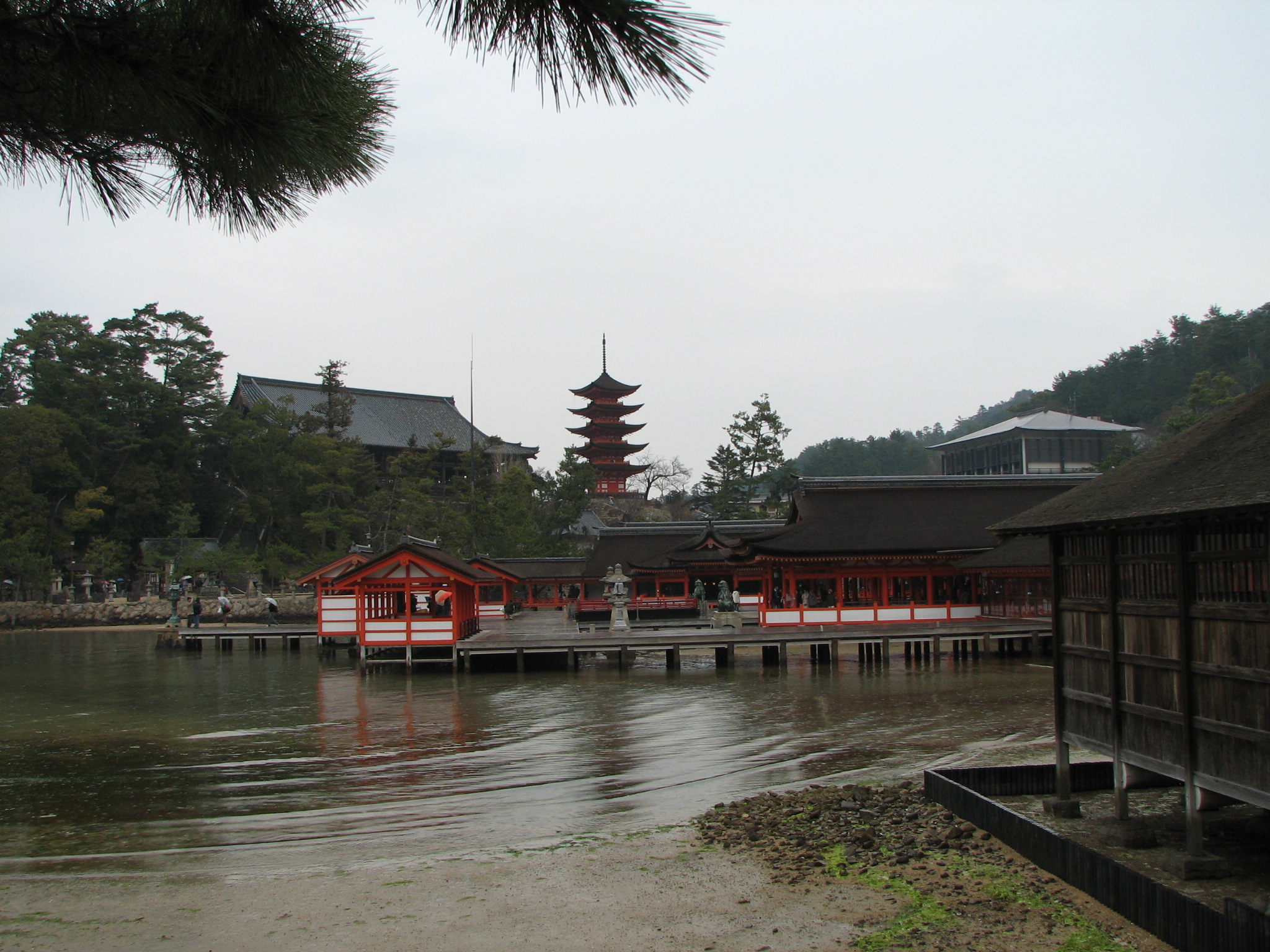
厳島神社拝殿の背後に見えるのが千畳閣と五重塔
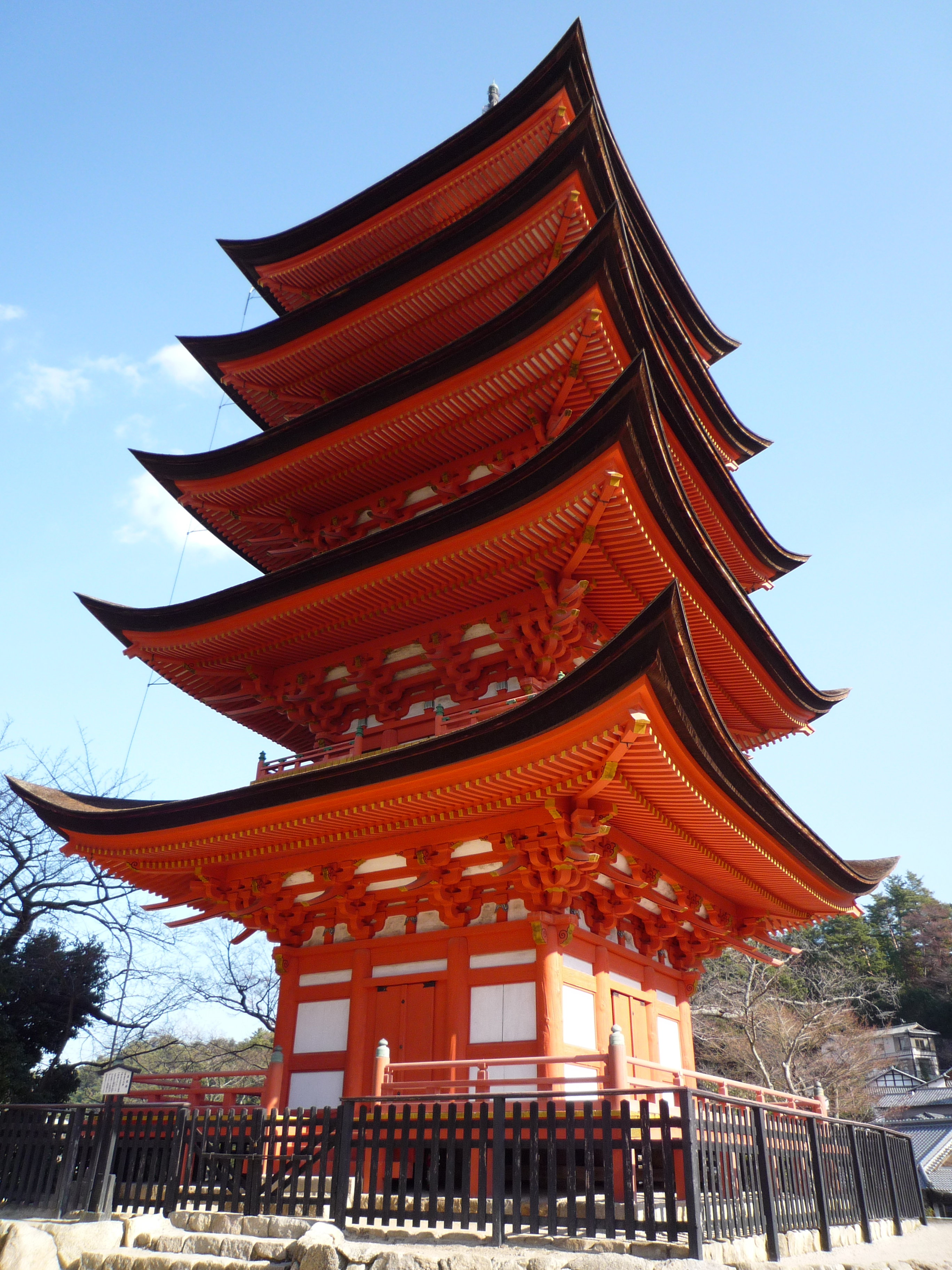
厳島神社五重塔

## 文化財

### 重要文化財（国指定）
- 厳島神社末社豊国神社本殿（1910年（明治43年）8月29日指定）[6]
- 厳島神社五重塔（1900年（明治33年）4月7日指定）[7]